# Pliotrema warreni
El tiburón sierra de seis branquias (Pliotrema warreni) es una especie de elasmobranquio pristioforiforme de la familia Pristiophoridae.
Habita en los países de Madagascar, Mozambique y Sudáfrica y en los océanos Atlántico e Índico.